# David Mutua
Pour les articles homonymes, voir Mutua.
David Mutinda Mutua (né le 20 avril 1992) est un athlète kényan, spécialiste du 800 m.
Avec un record de 1 min 47 s 9, réalisé à Nairobi, en altitude, le 16 juin 2009, il devient champion du monde junior à Moncton, en 2010, en 1 min 46 s 41 (PB), en remontant dans les derniers mètres deux Américains.
Il avait remporté la médaille de bronze aux Championnats d'Afrique junior à Bambous, en 1 min 49 s 82.
Le 22 juillet 2011 il améliore son record en le portant à 1:43:99 à Monaco. 